# راؤول بايز
راؤول بايز (Raúl Alberto Páez) (مواليد 26 مايو 1937) هو لاعب كرة قدم. يلعب مع منتخب الأرجنتين لكرة القدم. سبق له أن لعب في كأس العالم لكرة القدم مع منتخب بلاده.

## وصلات خارجية
- راؤول بايز على موقع الاتحاد الدولي (مؤرشف)  (الإنجليزية)
- راؤول بايز على موقع قاعدة بيانات كرة القدم.إي يو (الإنجليزية)
- راؤول بايز على موقع ناشيونال فوتبول تيمز (الإنجليزية)
- راؤول بايز على موقع عالم كرة القدم.نت (الإنجليزية)